# Varūq
Varūq (persiska: وروق, وُروق, وَرَق, وَرَغ) är en ort i Iran.   Den ligger i provinsen Qazvin, i den nordvästra delen av landet, 190 km väster om huvudstaden Teheran. Varūq ligger 2 113 meter över havet och antalet invånare är 410.
Terrängen runt Varūq är kuperad. Runt Varūq är det ganska glesbefolkat, med 39 invånare per kvadratkilometer. Närmaste större samhälle är Āvaj, 14,6 km väster om Varūq. Trakten runt Varūq består i huvudsak av gräsmarker.